# Borgo Pirelli

Mappa del villaggio

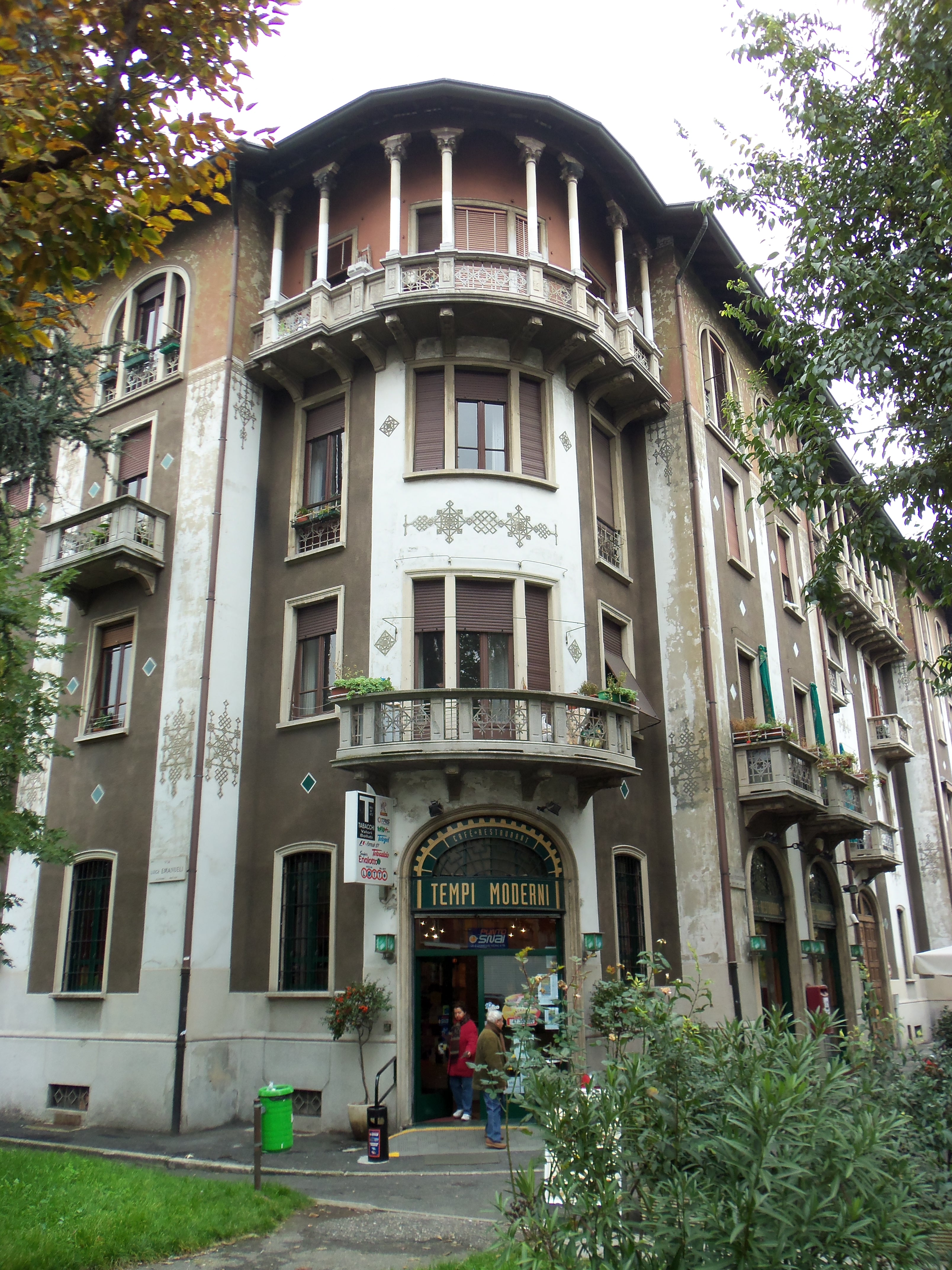
Vista della palazzina

Il Borgo Pirelli è un complesso di edilizia popolare di Milano, sito nella zona settentrionale della città e limitrofo al quartiere Bicocca. Fu costruito come villaggio operaio per le maestranze della Pirelli.

## Storia
La costruzione di un quartiere operaio di villette con giardino venne decisa dalla società Pirelli all'indomani della prima guerra mondiale, nel quadro di una serie di iniziative paternalistiche che intendevano ridurre il conflitto sociale, vincolando nel contempo gli operai al proprio posto di lavoro.
La tipologia del quartiere giardino – peraltro non troppo onerosa, visto lo scarso valore delle aree fabbricabili della periferia – venne scelta per disincentivare ogni forma di associazionismo sociale, a favore di un maggiore individualismo familiare.
Per l’assegnazione degli alloggi la Pirelli sceglieva i lavoratori più meritevoli, riservandosi comunque il diritto di sfrattarli in caso di licenziamento o di dimissioni.
Il villaggio fu progettato da Giacomo Loria, ingegnere dell'Ufficio Tecnico sociale, in collaborazione con l'ingegnere Pietro Allodi; la costruzione fu opera dell'Istituto Case Popolari (ICP) di Milano, che si occupò anche della gestione. I lavori ebbero inizio nel 1920 e si conclusero nel 1923.

## Caratteristiche
Il villaggio è composto per la quasi totalità da villette a due piani, disposte irregolarmente secondo la moda romantica delle città giardino inglesi; in totale vi sono cinque tipi di villette, ognuno contenente da due a quattro alloggi di diverso taglio e con diverso comfort a seconda del ceto dell'assegnatario. Al margine nord-occidentale del villaggio sorse una palazzina di quattro piani in stile liberty, ospitante al piano terreno alcuni negozi per le necessità quotidiane.
Localizzato in adiacenza agli stabilimenti Pirelli di Greco Milanese, era collegato al centro di Milano tramite la tranvia elettrica per Cinisello che percorreva viale Sarca.